# John Dunton
Pour les articles homonymes, voir Dunton.
John Dunton (né le 4 mai 1659 et mort en 1732) est un libraire, un journaliste et un écrivain anglais. On lui doit la création de la première véritable publication périodique de Grande-Bretagne, l'Athenian Mercury.

## Biographie
John Dunton est né à Grafham, dans le Huntingdonshire. Ses père, grand-père et arrière-grand-père avaient tous été des ecclésiastiques. À l'âge de quinze ans, il fut placé comme apprenti chez Thomas Parkhurst, libraire, à Londres. Dunton s'enfuit immédiatement mais fut bientôt retrouvé, et apprit dès lors à aimer les livres.
Au cours des troubles qui accompagnèrent la Glorieuse Révolution de 1688, Dunton occupait les fonctions de trésorier de la corporation whig des apprentis. Il devint libraire à Londres, près de la Bourse royale, et épousa Elizabeth Annesley, dont la sœur se maria par ailleurs avec Samuel Wesley. L'épouse de Dunton sut gérer efficacement son affaire, si bien qu'il put jouir d'une grande liberté afin de poursuivre d'autres projets.
En 1686, sans doute préoccupé par la rébellion de Monmouth, il se rendit en Nouvelle-Angleterre, où il resta huit mois pour vendre des livres et observer avec intérêt cette nouvelle contrée et ses habitants. Dunton s'était porté garant des dettes de son frère, et pour échapper à ses créanciers, il fit ensuite une courte excursion en Hollande. À son retour en Angleterre, il ouvrit une nouvelle boutique dans le quartier de la Poultry, avec l'espoir de jours meilleurs. C'est là qu'il commença à publier The Athenian Mercury, une publication périodique prétendant répondre à toute question concernant l'histoire, la philosophie, l'amour, le mariage ou toute autre matière en général. Son épouse trouva la mort en 1697 et Dunton se remaria peu après, mais une querelle patrimoniale entraîna la séparation du nouveau couple. Incapable de gérer ses propres affaires, Dunton passa les dernières années de sa vie dans une grande pauvreté.

## Œuvre
John Dunton, au cours de sa vie, rédigea un grand nombre de livres ou de pamphlets politiques pro-whigs. Cependant, seule sa Vie et Erreurs de John Dunton (Life and Errors of John Dunton, 1705) a été retenue par la postérité, notamment en raison de sa charmante naïveté et de la description du paysage littéraire et historique de l'époque. Les lettres qu'il envoya de Nouvelle-Angleterre ont été publiées aux États-Unis en 1867.

## Sources
- (en) « John Dunton », dans Encyclopædia Britannica [détail de l’édition], 1911 (lire sur Wikisource).